# Q-módszertan
A Q-módszertan főként a pszichológiában és a társadalomtudományokban alkalmazott kutatási módszer. Lényege, hogy egy (gyakran megosztó) témában az egyes véleménycsoportokat elkülöníti, illetve megállapítja, hogy egy-egy véleménycsoportra átlagosan mi jellemző. A Q-módszertant William Stephenson pszichológus fejlesztette ki. Alkalmazzák klinikai környezetben, a betegek időbeli előrehaladásának értékelésére, valamint kutatási környezetben is, annak felmérésére, hogy hogyan gondolkodnak az emberek egy témáról. A Q-vizsgálathoz kis elemszámú minta bevonása is elég.

## Technikai áttekintés

### Q-rendezés
A Q-rendezés mérési eljárás, a rendezések a sorozata adja a Q-módszerben használt faktoranalízis adatsorát. A Q-rendezés során a résztvevők a kérdező utasítása szerint sorrendbe rakják a változókat (ezek tipikusan kis kártyákra kinyomtatott állítások). Például, egy olyan Q-tanulmányban, amely egy hírességről alkotott véleményeket vizsgál, a résztvevő olyasmi állításokat kaphat, hogy „Ő egy mélyen vallásos ember.” vagy „Ő egy hazug ember.”, és az utasítás lehet az, hogy rendezze aszerint, hogy mennyire gyakran gondol így arra a bizonyos hírességre. Módszertanilag az állítások rendezésének az az előnye, hogy leképezi azt, hogy az emberek általában egymáshoz viszonyítják ezeket a gondolatokat. (Ezzel szemben, amikor egy kérdőívben a résztvevők egyesével értékelik az állításokat, és akár minden állításra egyforma pontszámot is adhatnak, a végeredmény csak állításonként külön-külön értelmezhető. Mivel ebben az esetben a skálázás valamelyest szubjektív, a kitöltők viszonyítási rendszere nem összehasonlítható)

A Q-rendezésben használt állításokat az összes vélekedésből kell kiválasztani, tehát mindabból, ahogyan az érintett emberek gondolkodnak a témáról – és erre a vizsgálatban használt állításoknak reprezentatívnak is kell lenniük. A Q módszertannal dolgozó kutatók gyakran önkényes mintavételt alkalmaznak, különösen figyelve arra, hogy az állítások minél inkább lefedjék az általános gondolkodás minden irányát. Az állítások száma a Q-készletben általában 20 és 100 között van.

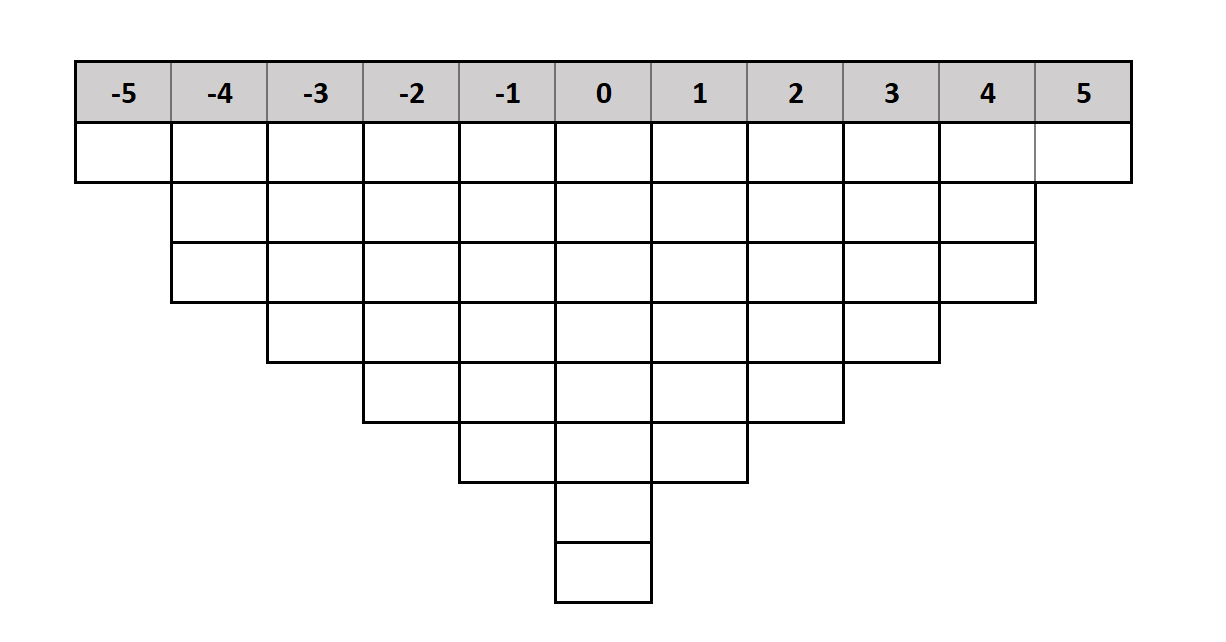
A Q-rendezés során a részvevő egy rácshálón helyezi el a Q-állításokat. A rácshálóban az egyes oszlopok azt mutatják meg, hogy a résztvevő mennyire ért egyet az állítással, a soroknak nincs jelentősége.

Hagyományosan a Q-rendezést egy papír sablonon hajtják végre, amelyre a külön kártyákra kinyomtatott állításokat kell elhelyezni. Az állítások elhelyezése egy rácshálóban történik, a rácsháló pontos méretét és mintázatát az állítások száma befolyásolja. Az állítások elhelyezése a következőképpen történik: ha egy 11 oszlopos rácshálóval dolgozunk, a válaszadó a rácsháló bal oldalán helyezi el azokat az állításokat, amelyek a legkevésbé felelnek meg a rendezési utasításnak (például a –5 rangszámú oszlopban). A számára közömbös állításokat középre (a 0 rangszámú oszlopba) kell tennie, a rácsháló jobb oldalára pedig azok a kártyák kerülnek, amelyek állításaival egyetért (például a +5 rangszámú oszlopba). A rácshálóban az egyes oszlopok azt mutatják meg, hogy a résztvevő mennyire ért egyet az állítással. A soroknak ilyen a szempontból nincs jelentősége, a sorokon belül a sorrend nem számít (mivel az azonos oszlopba kerülő állításokkal azonos mértékben ért egyet a válaszadó).
Hogy a válaszadás egyszerűbb legyen, a Q-rendezés általában két lépésből áll. A résztvevők először három halmazba rendezik az állításokat („nem ért egyet”, „közömbös”, „egyetért”), majd az egyes halmazok állításait helyezik a rácshálóra.
A Q-rendezésből kapott adatsort érdemes kiegészíteni egy interjúval a rendezés végén, vagy megkérni a résztvevőt, hogy mondja el, mit miért hova helyezett. Ezeknek az a célja, hogy beszélgetés induljon meg arról, hogy miért kerültek az állítások bizonyos helyekre. Az érvelés, ami megmagyarázza a kártyák elhelyezését az elemzés készítésekor fontosabb lehet, mint maga a pontos elhelyezés.

#### Q-rendezés online
Bár hagyományosan a Q-rendezés papír alapon történik, ma már vannak számítógépes szoftverek is, amelyek a Q-rendezések online felmérésére adnak lehetőséget. Például a Davis Braz Capital tanácsadócég szabadalmaztatott egy online terméket, az nQue-t, amelynek grafikus felhasználói felülete és az elemek "húzd és ejtsd" (angolul: drag and drop) funkcióval történő mozgatása az analóg, papíralapú rendezésre hasonlít.

### Faktoranalízis
A módszertan a „Q” nevet a faktorelemzésnek annak a fajtájáról kapta, amelyet ehhez az elemzéshez használnak. A normál faktorelemzés, az úgynevezett „R-módszer” a válaszadók adatait felhasználva a változókat (például: magasság és kor) vizsgálja, keres korrelációt közöttük és csoportosítja a változókat mögöttes, független változót keresve. Ezzel szemben a Q-módszer a változók adatait felhasználva a kísérlet résztvevői között keres korrelációt, és magukat a résztvevőket csoportosítja.
Az elemzésre használt adattáblában ennek megfelelően az első oszlopba a változók (tehát a Q-állítások) kerülnek, a többi oszlop az egyes válaszadókat jelöli, tehát hogy a rendezés során milyen értéket adtak egy állításnak (az előző fejezetben leírtak alapján, például egy 11 oszlopos rendezés esetében tehát ez az érték -5 és 5 közé eshet).
Néha azt mondják a Q faktorelemzésre, hogy hasonlít egy „fordított R-elemzésre”, tehát az adattábla az oldalára van fordítva. (Bár ez a magyarázat egy hasznos heurisztika lehet a Q módszer megértésére, abból a szempontból félrevezető is lehet, hogy a legtöbb Q módszert is használó kutató állítása szerint ugyanaz az adattábla nem alkalmas Q és R módszerre is - például az eltérő elemszám miatt.)
A különböző faktorokra az egyének csoportjai kerülnek, más szóval a Q-módszer lecsökkenti a számos egyéni nézőpontot néhány „faktorra”, amelyek bizonyos gondolkodási irányokat képviselnek. Az azonos faktorra kerülő résztvevők azonos véleménycsoporthoz tartoznak, a különböző faktorra kerülő válaszadók pedig más-más véleménycsoportokat képviselnek. Minél nagyobb faktorsúllyal szerepel egy válaszadó egy faktoron, Q-rendezése annál közelebb áll az adott véleménycsoport átlagos rendezéséhez, tehát annál jobban képviseli a véleménycsoport nézeteit.
A faktorelemzést követően a Q-módszertannal megállapíthatjuk, hogy mi az egyes véleménycsoportokra a legjellemzőbb Q-rendezés. A Q-módszer résztvevők faktorsúlyából súlyszámot képez, és ezeket a súlyszámokat használja arra, hogy előállítsa az adott véleménycsoportra átlagosan jellemző Q-rendezést. Minél nagyobb egy résztvevő súlyszáma, annál jobban számít a véleménye a véleménycsoport átlagának meghatározásakor.

### Értelmezés
A Q-módszertan egy feltáró jellegű elemzésre ad lehetőséget. A metódus segítségével egy-egy (gyakran komplex vagy megosztó) kérdésben megmutatja, milyen véleménycsoportokból tevődik össze a sokaság.  Megmutatja az is, hogy melyek azok a tipikus állítások, amelyek az egyes véleménycsoportokat jellemzik, más szóval, melyek azok az állítások, amelyek mentén a véleménycsoportok különböznek („megkülönböztető állítások”), és melyek azok, amelyek egyik faktort sem különböztetik meg semelyik másiktól („konszenzus állítások”). Arról nem ad információt viszont, hogy a feltárt véleménycsoportok milyen gyakorisággal vannak jelen a sokaságban.

### Elemszám
Egy lényeges különbség a társadalomtudományokban használt más módszertanok (például: kérdőívek) között, hogy a Q-módszertan végrehajtásához általában kevesebb résztvevő kell. Ezt tekinthetjük a módszer erősségének is, mivel a kutatás költségeit ez jelentősen visszafogja. Ugyanakkor, mivel a Q-módszertan kis létszámú és nem feltétlenül reprezentatív mintával is működik, a levonható következtetések limitáltak.
A Q-módszertanhoz néha akár egyetlenegy résztvevő is elég, például olyankor, ha az különböző karakterjegyekről kap állításokat, és többször is rendeznie kell őket: aszerint, hogy mennyire jól írják le az állítások őt, az ideális énképét, az édesanyját, az édesapját, stb. Az egyetlen alannyal készített kutatás különösen akkor használatos, ha a kutatás egy egyén attitűdjének időbeli változását méri. Erre a fajta mérésre használtak először Q-módszertant.

## Alkalmazása
A Q-módszertan számos területen elterjedt kutatási metódus, például a pszichológiában, az egészségtudományokban, a pedagógiában, a közlekedéstudományban, szociológiában és a kommunikációtudományban. A Q-módszertan különösen hasznos akkor, ha a kutatók célja a szubjektív nézőpontok megértése és leírása egy kérdést vagy problémát illetően.